# Urbanya
Urbanya (katalanisch Orbanyà) ist eine französische Gemeinde mit 45 Einwohnern (Stand 1. Januar 2022) im Département Pyrénées-Orientales in der Region Okzitanien.

## Geografie
Die Nachbargemeinden sind Ria-Sirach, Nohèdes, Conat und Mosset. Urbanya liegt im Gebirgssystem Massif du Madres.

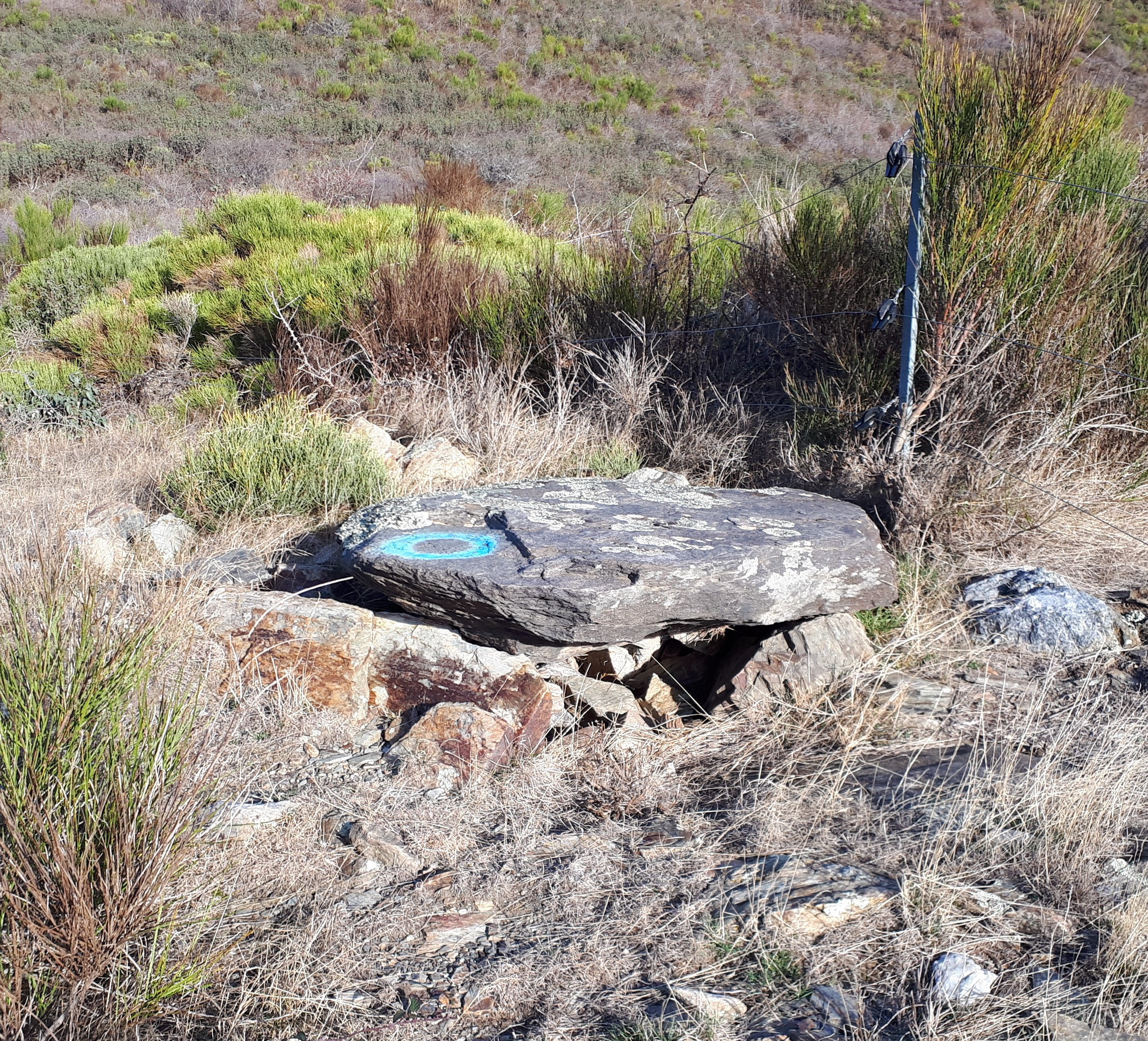
Dolmen Roc de Jornac

## Geschichte
Urkundlich erstmals erwähnt wurde Urbanya 1186. 
Urbanya wurde 1973 mit Ria-Sirach zusammengelegt und 1983 wieder verselbständigt.